# Giovanni Benincasa
Giovanni Benincasa (Napoli, 21 aprile 1960) è un autore televisivo, conduttore televisivo e scrittore italiano.

## Biografia
Conseguita la laurea in giurisprudenza ha iniziato la sua carriera come autore televisivo nel 1984 per Teleroma 56 sperimentando nuovi programmi. Dopo qualche anno è entrato in Rai come programmista e regista nella prima edizione di Unomattina condotta da Piero Badaloni ed Elisabetta Gardini. Successivamente ha collaborato con Michele Guardì in due edizioni di Spot Italia, al programma pomeridiano Buona fortuna e a Europa Europa,  condotto da Fabrizio Frizzi. Dal 1989 è iniziata la sua collaborazione con Raffaella Carrà per il programma di Rai 2 Raffaella Venerdì, Sabato e Domenica... , si è quindi occupato come responsabile casting di Se fosse su Rai 2.
Grande amico di Massimo Troisi, negli anni successivi ha incontrato Bibi Ballandi con cui collaborerà come assistente, partecipando alla nascita della Ballandi Multimedia. Nel novembre del 1993 si è trasferito in Spagna, a Valencia, dove ha assunto il ruolo di direttore di produzione per la società audiovisiva Europroducciones. Successivamente è stato autore di diversi programmi Rai come Carràmba! Che sorpresa (poi Carràmba! Che fortuna) su Rai 1, Furore su Rai 2, Matrix su Canale 5, Italia's Got Talent su Sky Uno, Quelli che il calcio per tre edizioni fino al 2016 e altri ancora.
Nel 2000 è stato ideatore del programma di successo Libero, con il quale ha lanciato il conduttore Teo Mammucari. Ha curato come autore tutte le successive edizioni, compresa quella che vedeva come conduttore Max Giusti. 
Ha collaborato alla realizzazione di diversi programmi insieme a personaggi di rilievo della televisione italiana come nel caso di Renzo Arbore per il programma del 1994 Tu vuò fa' l'americano su Rai 1 e di Gianni Boncompagni con il quale ha condotto e firmato Bombay in onda su LA7 nel 2007.
Nel 2006 ha collaborato con Fiorello al programma radiofonico Viva Radio 2 su Rai Radio 2; i due si incontreranno di nuovo per realizzare il programma Edicola Fiore su Sky Uno nel 2016 e nel 2017. 
Nel 2019 ha ideato e curato il programma Battute?, striscia quotidiana condotta da Riccardo Rossi in onda su Rai 2 in seconda serata, vincitore del Premio di Satira Politica 2020. Nel 2020 è stato ideatore del programma Una pezza di Lundini, in onda in seconda serata su Rai Due, condotto da Valerio Lundini.

## Televisione
- Unomattina (Rai 1 - 1986)
- Spot Italia
- Buona fortuna
- Europa Europa
- Massimo ascolto (Rai 2 - 1994)
- Raffaella Venerdì, Sabato e Domenica... E saranno famosi
- Carramba! Che sorpresa (Rai 1 - dal 1995 al 1998 e nel 2002)
  - Carràmba! Che fortuna (Rai 1 - dal 1998 al 2001 e nel 2008)
- Furore (Rai 2 - 1997)
- Gli esami non finiscono mai
- Libero (Rai 2 - dal 2000 al 2004 e nel 2006 e 2007)
- Una squadra per amico
- Internet Cafè
- Mio fratello è pakistano
- Matrix (Canale 5 - dal 2005 al 2006)
- Barz
- Grimilde
- Bombay (La7, 2007-2008)
- Alballoscuro (La7 - 2011)
- Non sparate sul pianista (Rai 1 - 2010 e 2012)
- Stalk Radio (Sky Uno - 2011)
- Forum di Assago (Italia 1 - 2014)
- Quelli che il calcio (Rai 2 - dal 2013 al 2015)
- Italia's Got Talent (Sky Uno - 2015 e 2016)
- Dopofestival di Sanremo
- Rai dire Europei (Rai 4, 2016)
- Edicola Fiore (Sky Uno, 2016-2017)
- Battute? (Rai 2, 2019)
- Una pezza di Lundini (Rai 2, 2020-2022)
- La conferenza stampa (RaiPlay, 2022-2023)
- Gli EuroPlay - L'altra Nazionale (RaiPlay, 2024)
- Conversazione (RaiPlay, 2024)

## Radio
- Viva Radio 2 (Rai Radio 2 - 2006)

## Opere
- Libero, 2000, scritto insieme a Fabio Di Iorio, Mondadori
- Ti parlerò di te, 2001, Mondadori
- Eccetera ne ha di parole, 2019, Baldini+Castoldi
- Smettere di f. - I deliri di un tabagista, 2023, Bompiani